# 緊急輸入制限
緊急輸入制限（きんきゅうゆにゅうせいげん）とは、自国の産業に重大な被害を及ぼす輸入品目に対して、国が課す制限措置のこと。セーフガードと呼ばれることも多い。

## 概要
国際的には、関税および貿易に関する一般協定（GATT）第19条による緊急輸入制限の規律を明確化するために1995年に発効した世界貿易機関（WTO）設立協定の附属書1A、物品の貿易に関する多角的協定-(M) セーフガードに関する協定に定められた措置をいうことが多い。 このセーフガードについて日本法では、関税については緊急関税として関税定率法第9条に規定され、数量制限については、外国為替及び外国貿易法に基づき実施される。なお下記の特別セーフガードと区別する必要があるときは一般セーフガードという。
この他、ウルグアイラウンド交渉により関税以外の全ての国境措置の関税化がおこなわれたが、この対象品目に対して農業に関する協定は、特別セーフガードを認めているこれは数量ベースと価格ベースがあり、いずれも一般のセーフガードと異なり発動のための調査手続きは不要で要件を満たせば自動的に適用となり、関税引き上げについての代償も不要である。日本法においては関税暫定措置法第7条の3及び第7条の4で規定している。適用事例は、数量ベースについては各年度数品目あり、例えば2019年度においては8品目、2020年度おいては3品目適用されている。価格ベースについては個別の輸入において価格は基準価格を下回る場合に適用が、年に10件程度である。具体的な数値として参議院の調査室の作成した、平成31年度関税改正の概要の資料が2017年度で14件、2018年度（2018年12月31日まで）で9件としている。 
更に日本独自の制度として、牛肉及び豚肉に係る関税の緊急措置があった。これは、ウルグアイ・ラウンド合意時の関係国との協議結果に基づき、暫定税率によって協定税率より低い水準まで関税率を自主的に引き下げることとした際、その代償として、輸入急増時の安全弁として設けられた我が国独自の制度であり、輸入数量が一定の水準を超えた場合に、暫定税率によって協定税率より低い水準まで引き下げている関税率を、ＷＴＯ協定の譲許の範囲内で戻すものである。関税暫定措置法第7条の5及び第7条の6に規定されていた。この制度は、牛肉及び豚肉を日本に輸出する国のほとんどが経済連携協定、自由貿易協定の対象になったため2020年の関税改正で、廃止された。
また、経済連携協定、自由貿易協定の多くが、協定の対象品目について独自のセーフガードを認めており、これも通常の場合の一般セーフガードに類した規定と特別セーフガードに「類似した特定の物品のついて基準数量を超えた場合に自動発動される規定がある。
各国とも輸入制限に関する法整備を行っており、アメリカ合衆国では、1974年通商法でセーフガード措置を規定し、調査および決定をアメリカ国際貿易委員会が行うこととしている。 

## 一般セーフガードの適用事例
日本
- 2001年4月23日:中華人民共和国が輸出[注釈 1]する畳表、生しいたけ、ネギの急激な輸入増に対抗するため暫定的な緊急関税を発動[5]。
- 2001年11月9日:上記3品目に対し緊急関税を発動しないことになり、暫定的な緊急関税を還付

アメリカ
- 2002年:日本、欧州連合、中国、韓国が輸出する鉄鋼製品に対して発動。
- 2009年:中国が輸出する乗用車、トラック用タイヤに対して発動。
- 2018年1月22日:アメリカが太陽光発電パネルに30%、洗濯機に20%以上の追加関税を課すことを発表。主に中国製品を念頭においたもの[6]。

ベトナム
- 2016年:中国による鉄鋼製品の過剰生産・輸出に対して、ベトナム商工省が発動。これに対して日本政府は「発動要件を適切に認定していない」として是正を要求した[7]

## 対抗措置
発動について世界貿易機関の紛争解決手続きによりWTO紛争処理小委員会の手続を行うことができる。
2001年4月の日本のセーフガードに対し、中国は自動車、携帯端末、エアコンに100%の関税を課すという対抗措置をとった（2001年12月に解除）。この時点では、中国はまだWTOに加盟していないため、WTOの紛争解決手続きはされなかった。
2002年にアメリカが行った鉄鋼製品に関するセーフガードに対して、小委員会は2003年5月、アメリカの鉄鋼輸入制限は違法であること示した。
2015年、インドが日本産の鉄鋼製品（熱延コイルなど）に最大20%の関税加えるセーフガードを適用。日本政府は、2017年に世界貿易機関の紛争処理小委員会の設置を求め、翌年、日本側の主張を認める報告書を得た（ただし報告書がまとめられる以前に課税は解消された）。